# Coupe de France de rugby à XIII 2001-2002
Navigation
Édition précédente Édition suivante
La Coupe de France de rugby à XIII 2002 est organisée durant la saison 2001-2002. La compétition à élimination directe met aux prises des clubs français. L'édition est remportée par Villeneuve-sur-Lot.

## Phase finale
|  | Huitièmes de finale                 | Huitièmes de finale        | Huitièmes de finale            | Huitièmes de finale      |                          |                          | Quarts de finale                   | Quarts de finale                   | Quarts de finale                   | Quarts de finale                   |  |  | Demi-finales                  | Demi-finales                  | Demi-finales                  | Demi-finales                  |  |  | Finale                          | Finale                          | Finale                          | Finale                          |
|  |                                     |                            |                                |                          |                          |                          |                                    |                                    |                                    |                                    |  |  |                               |                               |                               |                               |  |  |                                 |                                 |                                 |                                 |
|  | Le 25 novembre 2001                 | Le 25 novembre 2001        | Le 25 novembre 2001            | Le 25 novembre 2001      |                          |                          | Le 22 décembre 2001 à Saint-Estève | Le 22 décembre 2001 à Saint-Estève | Le 22 décembre 2001 à Saint-Estève | Le 22 décembre 2001 à Saint-Estève |  |  | Le 16 février 2002 à Toulouse | Le 16 février 2002 à Toulouse | Le 16 février 2002 à Toulouse | Le 16 février 2002 à Toulouse |  |  | Stade Albert-Domec, Carcassonne | Stade Albert-Domec, Carcassonne | Stade Albert-Domec, Carcassonne | Stade Albert-Domec, Carcassonne |
|  | Villeneuve-sur-Lot                  | Villeneuve-sur-Lot         | 40                             | 40                       |                          |                          | Le 22 décembre 2001 à Saint-Estève | Le 22 décembre 2001 à Saint-Estève | Le 22 décembre 2001 à Saint-Estève | Le 22 décembre 2001 à Saint-Estève |  |  | Le 16 février 2002 à Toulouse | Le 16 février 2002 à Toulouse | Le 16 février 2002 à Toulouse | Le 16 février 2002 à Toulouse |  |  | Stade Albert-Domec, Carcassonne | Stade Albert-Domec, Carcassonne | Stade Albert-Domec, Carcassonne | Stade Albert-Domec, Carcassonne |
|  | Villeneuve-sur-Lot                  | Villeneuve-sur-Lot         | 40                             | 40                       |                          |                          | Le 22 décembre 2001 à Saint-Estève | Le 22 décembre 2001 à Saint-Estève | Le 22 décembre 2001 à Saint-Estève | Le 22 décembre 2001 à Saint-Estève |  |  | Le 16 février 2002 à Toulouse | Le 16 février 2002 à Toulouse | Le 16 février 2002 à Toulouse | Le 16 février 2002 à Toulouse |  |  | Stade Albert-Domec, Carcassonne | Stade Albert-Domec, Carcassonne | Stade Albert-Domec, Carcassonne | Stade Albert-Domec, Carcassonne |
|  | Carpentras                          | Carpentras                 | 6                              | 6                        |                          |                          | Le 22 décembre 2001 à Saint-Estève | Le 22 décembre 2001 à Saint-Estève | Le 22 décembre 2001 à Saint-Estève | Le 22 décembre 2001 à Saint-Estève |  |  | Le 16 février 2002 à Toulouse | Le 16 février 2002 à Toulouse | Le 16 février 2002 à Toulouse | Le 16 février 2002 à Toulouse |  |  | Stade Albert-Domec, Carcassonne | Stade Albert-Domec, Carcassonne | Stade Albert-Domec, Carcassonne | Stade Albert-Domec, Carcassonne |
|  | Carpentras                          | Carpentras                 | 6                              | 6                        | Villeneuve-sur-Lot       | Villeneuve-sur-Lot       | 37                                 | 37                                 |                                    |                                    |  |  | Le 16 février 2002 à Toulouse | Le 16 février 2002 à Toulouse | Le 16 février 2002 à Toulouse | Le 16 février 2002 à Toulouse |  |  | Stade Albert-Domec, Carcassonne | Stade Albert-Domec, Carcassonne | Stade Albert-Domec, Carcassonne | Stade Albert-Domec, Carcassonne |
|  | Le 25 novembre 2001                 |                            |                                |                          | Villeneuve-sur-Lot       | Villeneuve-sur-Lot       | 37                                 | 37                                 |                                    |                                    |  |  | Le 16 février 2002 à Toulouse | Le 16 février 2002 à Toulouse | Le 16 février 2002 à Toulouse | Le 16 février 2002 à Toulouse |  |  | Stade Albert-Domec, Carcassonne | Stade Albert-Domec, Carcassonne | Stade Albert-Domec, Carcassonne | Stade Albert-Domec, Carcassonne |
|  |                                     |                            | Limoux                         | Limoux                   | 20                       | 20                       |                                    |                                    |                                    |                                    |  |  | Le 16 février 2002 à Toulouse | Le 16 février 2002 à Toulouse | Le 16 février 2002 à Toulouse | Le 16 février 2002 à Toulouse |  |  | Stade Albert-Domec, Carcassonne | Stade Albert-Domec, Carcassonne | Stade Albert-Domec, Carcassonne | Stade Albert-Domec, Carcassonne |
|  | Limoux                              | Limoux                     | Limoux                         | Limoux                   | 20                       | 20                       | 40                                 | 40                                 |                                    |                                    |  |  | Le 16 février 2002 à Toulouse | Le 16 février 2002 à Toulouse | Le 16 février 2002 à Toulouse | Le 16 février 2002 à Toulouse |  |  | Stade Albert-Domec, Carcassonne | Stade Albert-Domec, Carcassonne | Stade Albert-Domec, Carcassonne | Stade Albert-Domec, Carcassonne |
|  | Limoux                              | Limoux                     | Le 23 décembre 2001 à Limoux   |                          |                          |                          | 40                                 | 40                                 |                                    |                                    |  |  | Le 16 février 2002 à Toulouse | Le 16 février 2002 à Toulouse | Le 16 février 2002 à Toulouse | Le 16 février 2002 à Toulouse |  |  | Stade Albert-Domec, Carcassonne | Stade Albert-Domec, Carcassonne | Stade Albert-Domec, Carcassonne | Stade Albert-Domec, Carcassonne |
|  | Villefranche                        | Villefranche               | 8                              | 8                        |                          |                          |                                    |                                    |                                    |                                    |  |  | Le 16 février 2002 à Toulouse | Le 16 février 2002 à Toulouse | Le 16 février 2002 à Toulouse | Le 16 février 2002 à Toulouse |  |  | Stade Albert-Domec, Carcassonne | Stade Albert-Domec, Carcassonne | Stade Albert-Domec, Carcassonne | Stade Albert-Domec, Carcassonne |
|  | Villefranche                        | Villefranche               | 8                              | 8                        | Villeneuve-sur-Lot       | Villeneuve-sur-Lot       | 16                                 | 16                                 |                                    |                                    |  |  |                               |                               |                               |                               |  |  | Stade Albert-Domec, Carcassonne | Stade Albert-Domec, Carcassonne | Stade Albert-Domec, Carcassonne | Stade Albert-Domec, Carcassonne |
|  | Forfait                             |                            |                                |                          | Villeneuve-sur-Lot       | Villeneuve-sur-Lot       | 16                                 | 16                                 |                                    |                                    |  |  |                               |                               |                               |                               |  |  | Stade Albert-Domec, Carcassonne | Stade Albert-Domec, Carcassonne | Stade Albert-Domec, Carcassonne | Stade Albert-Domec, Carcassonne |
|  |                                     |                            | Union Treiziste Catalane       | Union Treiziste Catalane | 6                        | 6                        |                                    |                                    |                                    |                                    |  |  |                               |                               |                               |                               |  |  | Stade Albert-Domec, Carcassonne | Stade Albert-Domec, Carcassonne | Stade Albert-Domec, Carcassonne | Stade Albert-Domec, Carcassonne |
|  | Union Treiziste Catalane            | Union Treiziste Catalane   | Union Treiziste Catalane       | Union Treiziste Catalane | 6                        | 6                        | -                                  | -                                  |                                    |                                    |  |  |                               |                               |                               |                               |  |  | Stade Albert-Domec, Carcassonne | Stade Albert-Domec, Carcassonne | Stade Albert-Domec, Carcassonne | Stade Albert-Domec, Carcassonne |
|  | Union Treiziste Catalane            | Union Treiziste Catalane   | Le 17 février 2002 à Limoux    |                          |                          |                          | -                                  | -                                  |                                    |                                    |  |  |                               |                               |                               |                               |  |  | Stade Albert-Domec, Carcassonne | Stade Albert-Domec, Carcassonne | Stade Albert-Domec, Carcassonne | Stade Albert-Domec, Carcassonne |
|  | Avignon                             | Avignon                    | -                              | -                        |                          |                          |                                    |                                    |                                    |                                    |  |  |                               |                               |                               |                               |  |  | Stade Albert-Domec, Carcassonne | Stade Albert-Domec, Carcassonne | Stade Albert-Domec, Carcassonne | Stade Albert-Domec, Carcassonne |
|  | Avignon                             | Avignon                    | -                              | -                        | Union Treiziste Catalane | Union Treiziste Catalane | 27                                 | 27                                 |                                    |                                    |  |  |                               |                               |                               |                               |  |  | Stade Albert-Domec, Carcassonne | Stade Albert-Domec, Carcassonne | Stade Albert-Domec, Carcassonne | Stade Albert-Domec, Carcassonne |
|  | Le 25 novembre 2001                 |                            |                                |                          | Union Treiziste Catalane | Union Treiziste Catalane | 27                                 | 27                                 |                                    |                                    |  |  |                               |                               |                               |                               |  |  | Stade Albert-Domec, Carcassonne | Stade Albert-Domec, Carcassonne | Stade Albert-Domec, Carcassonne | Stade Albert-Domec, Carcassonne |
|  |                                     |                            | Toulouse                       | Toulouse                 | 16                       | 16                       |                                    |                                    |                                    |                                    |  |  |                               |                               |                               |                               |  |  | Stade Albert-Domec, Carcassonne | Stade Albert-Domec, Carcassonne | Stade Albert-Domec, Carcassonne | Stade Albert-Domec, Carcassonne |
|  | Toulouse                            | Toulouse                   | Toulouse                       | Toulouse                 | 16                       | 16                       | 52                                 | 52                                 |                                    |                                    |  |  |                               |                               |                               |                               |  |  | Stade Albert-Domec, Carcassonne | Stade Albert-Domec, Carcassonne | Stade Albert-Domec, Carcassonne | Stade Albert-Domec, Carcassonne |
|  | Toulouse                            | Toulouse                   | Le 23 décembre 2001 à Lézignan |                          |                          |                          | 52                                 | 52                                 |                                    |                                    |  |  |                               |                               |                               |                               |  |  | Stade Albert-Domec, Carcassonne | Stade Albert-Domec, Carcassonne | Stade Albert-Domec, Carcassonne | Stade Albert-Domec, Carcassonne |
|  | Montpellier                         | Montpellier                | 20                             | 20                       |                          |                          |                                    |                                    |                                    |                                    |  |  |                               |                               |                               |                               |  |  | Stade Albert-Domec, Carcassonne | Stade Albert-Domec, Carcassonne | Stade Albert-Domec, Carcassonne | Stade Albert-Domec, Carcassonne |
|  | Montpellier                         | Montpellier                | 20                             | 20                       | Villeneuve-sur-Lot       | Villeneuve-sur-Lot       | 27                                 | 27                                 |                                    |                                    |  |  |                               |                               |                               |                               |  |  |                                 |                                 |                                 |                                 |
|  | Le 25 novembre 2001                 |                            |                                |                          | Villeneuve-sur-Lot       | Villeneuve-sur-Lot       | 27                                 | 27                                 |                                    |                                    |  |  |                               |                               |                               |                               |  |  |                                 |                                 |                                 |                                 |
|  |                                     |                            | Pia                            | Pia                      | 18                       | 18                       |                                    |                                    |                                    |                                    |  |  |                               |                               |                               |                               |  |  |                                 |                                 |                                 |                                 |
|  | Pia                                 | Pia                        | Pia                            | Pia                      | 18                       | 18                       | 62                                 | 62                                 |                                    |                                    |  |  |                               |                               |                               |                               |  |  |                                 |                                 |                                 |                                 |
|  | Pia                                 | Pia                        |                                |                          |                          |                          |                                    | 62                                 |                                    |                                    |  |  |                               |                               |                               |                               |  |  |                                 |                                 |                                 |                                 |
|  | Palau                               | Palau                      | 4                              | 4                        |                          |                          |                                    |                                    |                                    |                                    |  |  |                               |                               |                               |                               |  |  |                                 |                                 |                                 |                                 |
|  | Palau                               | Palau                      | 4                              | 4                        | Pia                      | Pia                      | 44                                 | 44                                 |                                    |                                    |  |  |                               |                               |                               |                               |  |  |                                 |                                 |                                 |                                 |
|  | Le 25 novembre 2001                 |                            |                                |                          | Pia                      | Pia                      | 44                                 | 44                                 |                                    |                                    |  |  |                               |                               |                               |                               |  |  |                                 |                                 |                                 |                                 |
|  |                                     |                            | Carcassonne                    | Carcassonne              | 18                       | 18                       |                                    |                                    |                                    |                                    |  |  |                               |                               |                               |                               |  |  |                                 |                                 |                                 |                                 |
|  | Carcassonne                         | Carcassonne                | Carcassonne                    | Carcassonne              | 18                       | 18                       | 20                                 | 20                                 |                                    |                                    |  |  |                               |                               |                               |                               |  |  |                                 |                                 |                                 |                                 |
|  | Carcassonne                         | Carcassonne                | Le 29 décembre 2001            |                          |                          |                          | 20                                 | 20                                 |                                    |                                    |  |  |                               |                               |                               |                               |  |  |                                 |                                 |                                 |                                 |
|  | Lézignan                            | Lézignan                   | 14                             | 14                       |                          |                          |                                    |                                    |                                    |                                    |  |  |                               |                               |                               |                               |  |  |                                 |                                 |                                 |                                 |
|  | Lézignan                            | Lézignan                   | 14                             | 14                       | Pia                      | Pia                      | 26                                 | 26                                 |                                    |                                    |  |  |                               |                               |                               |                               |  |  |                                 |                                 |                                 |                                 |
|  | Le 25 novembre 2001                 |                            |                                |                          | Pia                      | Pia                      | 26                                 | 26                                 |                                    |                                    |  |  |                               |                               |                               |                               |  |  |                                 |                                 |                                 |                                 |
|  |                                     |                            | Saint-Gaudens                  | Saint-Gaudens            | 8                        | 8                        |                                    |                                    |                                    |                                    |  |  |                               |                               |                               |                               |  |  |                                 |                                 |                                 |                                 |
|  | Saint-Gaudens                       | Saint-Gaudens              | Saint-Gaudens                  | Saint-Gaudens            | 8                        | 8                        | ?                                  | ?                                  |                                    |                                    |  |  |                               |                               |                               |                               |  |  |                                 |                                 |                                 |                                 |
|  | Saint-Gaudens                       | Saint-Gaudens              |                                |                          |                          |                          |                                    | ?                                  |                                    |                                    |  |  |                               |                               |                               |                               |  |  |                                 |                                 |                                 |                                 |
|  | Union Treiziste Catalane 2          | Union Treiziste Catalane 2 | ?                              | ?                        |                          |                          |                                    |                                    |                                    |                                    |  |  |                               |                               |                               |                               |  |  |                                 |                                 |                                 |                                 |
|  | Union Treiziste Catalane 2          | Union Treiziste Catalane 2 | ?                              | ?                        | Saint-Gaudens            | Saint-Gaudens            | 60                                 | 60                                 |                                    |                                    |  |  |                               |                               |                               |                               |  |  |                                 |                                 |                                 |                                 |
|  | Le 25 novembre 2001 à Saint-Cyprien |                            |                                |                          | Saint-Gaudens            | Saint-Gaudens            | 60                                 | 60                                 |                                    |                                    |  |  |                               |                               |                               |                               |  |  |                                 |                                 |                                 |                                 |
|  |                                     |                            | Châtillon                      | Châtillon                | 10                       | 10                       |                                    |                                    |                                    |                                    |  |  |                               |                               |                               |                               |  |  |                                 |                                 |                                 |                                 |
|  | Châtillon                           | Châtillon                  | Châtillon                      | Châtillon                | 10                       | 10                       | 28                                 | 28                                 |                                    |                                    |  |  |                               |                               |                               |                               |  |  |                                 |                                 |                                 |                                 |
|  | Châtillon                           | Châtillon                  |                                |                          |                          |                          |                                    | 28                                 |                                    |                                    |  |  |                               |                               |                               |                               |  |  |                                 |                                 |                                 |                                 |
|  | Albi 2                              | Albi 2                     | 18                             | 18                       |                          |                          |                                    |                                    |                                    |                                    |  |  |                               |                               |                               |                               |  |  |                                 |                                 |                                 |                                 |
|  | Albi 2                              | Albi 2                     | 18                             | 18                       |                          |                          |                                    |                                    |                                    |                                    |  |  |                               |                               |                               |                               |  |  |                                 |                                 |                                 |                                 |
|  |                                     |                            |                                |                          |                          |                          |                                    |                                    |                                    |                                    |  |  |                               |                               |                               |                               |  |  |                                 |                                 |                                 |                                 |

## Finale - 7 avril 2002
(mt : 13 - 6)
Points marqués :
- Villeneuve-sur-Lot : 4 essais de Gagliazzo (14e), Van Snick(32e), Vergniol (57e) et Despin (79e) ; 3 transformations de Frayssinous (14e, 57e et 79e) ; 2 pénalités de Frayssinous (38e et 71e) ; 1 drop de Rinaldi (7e).
- Pia : 3 essais de Liava'a (28e), Lambert (51e) et Rovira (54e) ; 3 transformations de Rovira (28e, 51e et 54e).

Évolution du score : 1-0, 7-0, 7-6, 11-6, 13-6 (m.t.), 13-12, 13-18, 19-18, 21-18, 27-18
Arbitre : M. Thierry Alibert
Spectateurs : 8 500
Composition des équipes :
- Villeneuve-sur-Lot  : David Despin (c) - Jérôme Hermet, Jason Webber, Daniel Vergniol, Mickaël Van Snick - Laurent Frayssinous (o), Julien Rinaldi (m) - Dragan Durdevic, Brock Mueller, Romain Gagliazzo, Artie Shead, Jamal Fakir, Laurent Carrasco - Pierre Sabatié, Ludovic Pérolari, Romain Sort, Vincent Wulf - Entraîneur : Jean-Luc Albert et Grant Doorey
- Pia : Laloa Milford - Patrick Noguera, Pascal Fages, Florian Chaubet, Laurent Nicolas - Sébastien Terrado (o), Denny Lambert (m) - Karl Jaavuo (c), Adam Nable, Franck Rovira, Bruce Mamando, Tevita Liava’a, Mathieu Julia - Jean-Christophe Lavaux, David Romero, Eric Van Brussel, Mehdi Lamoot - Entraîneur : John Elias